# Franz Gustav Straube
Franz Gustav Straube (Altenburg, 2 de fevereiro de 1802 – Joinville, 8 de dezembro de 1853) foi um naturalista e comerciante alemão radicado no Brasil.

## Biografia
Com o falecimento de seus pais Samuel Sigismund Straube (1761-1808) e Christiane Concordia (Bach) Straube (1761-1808), foi adotado por seus tios maternos, Gotthold Friedrich Bach (1770-1829) e Friedericke (Schumann) Bach (1778-1830). Em seguida (1815) mudou-se para Dresden, onde realizou os estudos e passou a se dedicar à História Natural. Ali casou-se (1828) com Johanne Augustine Schäpach (Straube) (1797-1840) e teve quatro filhos. 
Por volta de 1840 tornou-se viúvo e, em 1843, casou-se novamente, agora com Ernesthine Wilhelmine Hübschmann (Straube). Deste enlace nasceram seis filhos, sendo o mais velho William Gustav Straube (1844-1924) (depois Guilherme Straube), vereador e prefeito da cidade paranaense de Cerro Azul. Seu sexto filho era Franz Gustav Straube filius (1853-1909), nascido na Colônia Dona Francisca, depois residente em Curitiba, e pai de quatro filhos, dentre eles Hugo Straube (1888-1930), doutor em filosofia e chefe do Serviço de Proteção ao Índio em Ibirama, no estado de Santa Catarina, e Guido Straube (1890-1937), professor, dentista e naturalista em Curitiba.

## Contribuições científicas
Era considerado um comerciante de objetos de História Natural, especialmente insetos (notadamente borboletas), mas também outros grupos, como aves, moluscos e plantas. Graças a isso não apenas sobreviveu como também contribuía com acervos científicos de vários países da Europa, como a Alemanha e a Áustria. Em 1846 decide fazer a revisão da classificação das borboletas europeias, antes catalogadas por Ferdinand Ochsenheimer (1767-1822) e Friedrich Treitschke (1776-1842), divulgadas na clássica série Die Schmetterlinge von Europa editada em 5 volumes (1807, 1808, 1810, 1816, 1825). Na ocasião publica dois artigos revisivos, que apareceram em 1846 e possivelmente tenham sido editados e impressos com seus recursos próprios na Gráfica de Louis Filitz em Berlim. O primeiro deles, com 10 páginas, foi intitulado Alphabetisch geordnetes Verzeichniss der europäischen Schmetterlinge nach Ochsenheimer und Treitschke nebst den neueren Entdeckungen Zur Benutzung der neuern systematischen Verseichnisse (Lista em ordem alfabética dos Lepidópteros europeus segundo Ochsenheimer & Treitschke contendo as mais novas descobertas para uso de uma nova classificação sistemática). O segundo, com acabamento idêntico, mas 11 páginas, denomina-se Systematisch geordnetes Verzeichniss der europäischen Schmetterlinge nach Ochsenheimer und Treitschke nebst den neueren Entdeckungen bis 1845 (Lista em ordem sistemática dos Lepidópteros europeus segundo Ochsenheimer & Treitshcke contendo as mais novas descobertas até 1845). 
Tais contribuições vêm a comprovar que a Straube não bastava apenas colecionar animais e plantas e vendê-los como meio de subsistência; havia o espírito de cientista, forjado em um meio repleto de estudiosos que existia nas regiões da Turíngia e Saxônia, e que lhe inspirava a contribuir com artigos científicos. Esse mesmo espírito levou-o a empreender uma longa viagem de pesquisa e colecionamento entre junho e julho de 1847. Seu destino foi a Anatólia (Turquia), onde trabalhou em Istambul e Bursa, região nunca apenas vagamente estudada por naturalistas contemporâneos. De sua expedição, trouxe moluscos, plantas, besouros, borboletas e gafanhotos, todos destinados a coleções científicas europeias. Dentre as borboletas, destacou-se a descoberta da rara e totalmente desconhecida Pachypasa dryophaga, sobre a qual publicou as informações colhidas sobre área de ocorrência e ciclo biológico no periódico Stettiner entomologische Zeitung. O artigo foi intitulado Bemerkungen bei der Zucht von Bombyx Dryophaga, ou seja, "Observações sobre a reprodução de Bombyx dryophaga”.  Esse trabalho foi altamente citado por especialistas da época não somente por seu ineditismo como pela planta utilizada pela inseto; originalmente pensava-se que ele vivia em carvalhos-europeus, mas Straube descobriu que ocupava apenas os ciprestes (Cupressus), abundantes naquela região da Turquia. Dois anos depois (1849), Straube é admitido como sócio na Verein für schlesische Insekten-Kunde (Sociedade Silésica para o Estudo dos Insetos) sediada em Breslau (Alemanha). 
Em 1851 ele começa a se manifestar sobre seu interesse de emigrar para o Brasil, motivado pela gigantesca biodiversidade daquele país e múltiplas possibilidades de comercializar elementos da natureza com museus europeus. Também parece ter sido influenciado pelo Orchidelirium (ou orchid mania), estabelecido naquele continente a partir de meados do Século XIX. Tanto era o interesse pelo material a ser colhido por ele no Brasil, que vários jornais da Alemanha, Áustria e República Tcheca noticiaram sua viagem. No mesmo ano, utiliza-se de uma revista austríaca para noticiar o destino dos espécimes a serem colhidos, destacando-se o herbário de orquídeas de Heinrich Gustav Reichenbach (1824-1889), o grande botânico alemão. 

## Viagem ao Brasil
Após os devidos contatos, junta-se ao grupo de emigrantes alemães organizados pela Hamburger Kolonisationsverein von 1849, concessionária do Império do Brasil, empenhada em promover a emigração de larga escala para a colonização do sul do Brasil. Depois de todos os preparativos necessários, Franz Gustav Straube embarca, com seu filho Franz Julius Straube, na brigue dinamarquesa Gloriosa, comandada pelo capitão W.F.Toosbuy, rumo ao Brasil. A saída ocorreu de Hamburgo em 19 de julho de 1851, com um total de 75 passageiros. Com ele também vieram seus assistentes, especialmente contratados para a viagem: Ferdinand Baldoin Conrad e Julius Agathon Lehmann. Toda a leva de imigrantes alemães chegou ao Porto de São Francisco (hoje município de São Francisco do Sul, Santa Catarina) no dia 27 setembro de 1851, sem nenhum falecimento a bordo, como seria de se esperar, visto as terríveis condições oferecidas aos viajantes. Alguns dias depois muda-se para a recém-fundada Colônia Dona Francisca (hoje em Joinville), onde fixou residência em uma rústica casa ali construída à beira do rio Matias. Em 1852 vem a seu encontro a sua esposa Ernesthine com quatro filhos, sendo um deles falecido em alto-mar, vitimado por uma epidemia de sarampo durante a viagem. Junto com ela, no mesmo navio, também vem o famoso naturalista Fritz Müller, correspondente e colaborador de Charles Darwin e um dos mais ferrenhos defensores da Teoria de Evolução. Pouco tempo depois (19 de dezembro de 1853), falece o grande naturalista, sem poder realizar o seu projeto. Apenas uma parte do material colhido acabou aproveitado, graças ao seu novo auxiliar, o agrimensor Carl Pabst, que ali se estabeleceu por muitos anos. 

## Espécies descritas em sua homenagem
Em 1853, o entomólogo Franz Xavier Fieber descobre que dois ortópteros colhidos por Straube na Turquia (Bursa) eram espécies novas, alcunhando-as de Paranocarodes straubei e Isophya straubei, em homenagem ao estudioso alemão. Material relevante deixado por Straube, até o momento inédito, são os livros catalográficos de borboletas da Europa. Ali o naturalista conservava as asas dos espécimes, complementando com desenhos os corpos e larvas (impossíveis de serem preservados), em páginas de papel absorvente por meio de uma técnica totalmente desconhecida até os dias de hoje.